# Platynectes chujoi
Platynectes chujoi är en skalbaggsart som beskrevs av Sato 1982. Platynectes chujoi ingår i släktet Platynectes och familjen dykare. Inga underarter finns listade i Catalogue of Life.